# Phước Vĩnh
Phước Vĩnh is een thị trấn in het district Phú Giáo, een van de districten in de Vietnamese provincie Bình Dương. Phước Vĩnh is de hoofdplaats van het district.
In Phước Vĩnh ligt de Vliegbasis Phú Giáo, het enige vliegveld van de provincie Bình Dương.